# 수론

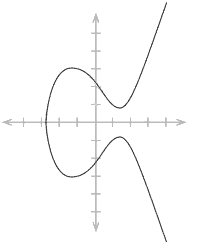
타원곡선

정수론(整數論, 영어: number theory) 또는 수론(數論)은 수학의 한 분야로, 각종 수의 성질을 대상으로 한다. 정수론은 카를 프리드리히 가우스 덕분에 크게 발전되어서 현재는 기하학, 대수학, 해석학과 함께 수학의 주요한 분야들 중 하나이다.

## 역사

### 고대 동양
현존하는 수론을 다루는 최고(最古)의 문서는 기원전 약 1800년에 메소포타미아에서 작성된 점토판 플림프턴 322(Plimpton 322)이다. 이 점토판은 피타고라스 수의 목록을 담고 있는데, 이 목록은 손으로 계산하기에는 너무 많으므로 어느 정도의 수론적 지식을 바탕으로 한 것으로 추측된다.
고대 이집트에는 약간의 대수학이 존재했지만 수론적인 내용은 별로 없다.
고대 중국의 수학의 경우, 기원후 5세기에 작성된 손자산경에 중국인의 나머지 정리가 최초로 등장한다.

### 고대 그리스
기원전 5세기의 키레네의 테오도로스는 {\displaystyle {\sqrt {n}}} (n은 제곱수가 아닌 자연수)이 무리수임을 증명하였다. 기원전 2세기에 집필된 에우클레이데스의 《원론》 8권과 9권은 소수와 나누어떨어짐을 다룬다. 특히, 《원론》에는 최대공약수를 계산하는 유클리드 호제법이 수록되어 있고, 또 소수의 수가 무한하다는 사실이 증명되어 있다 (《원론》 9권 명제 20). 원론 9권에는 완전수가 등장한다.
1773년에는 아르키메데스가 에라토스테네스에게 보냈다는 편지가 발견되었다. 여기에는 펠 방정식의 일종인 아르키메데스 소 문제(Archimedes’ cattle problem)가 등장한다. 이 편지가 위서인지는 아직 확실하지 않다.
디오판토스는 약 기원후 3세기에 살았으며, 총 13권의 《산학》(Arithmetica)을 집필하였다. 이 가운데 6권이 원래 그리스어로, 추가 4권이 아랍어로 현존한다. 《산학》은 오늘날 디오판토스 방정식이라고 불리는 방정식들을 다뤘다. 또한, 타원곡선의 유리점에 대한 문제도 등장한다.

### 고대 인도
고대 인도의 수학은 적어도 약 18세기까지 유럽 수학과 독립적으로 발전하였다. 아리아바타(Āryabhaṭa, 산스크리트어: आर्यभट, 476–550)는
{\displaystyle n\equiv a_{1}{\pmod {m_{1}}}}
{\displaystyle n\equiv a_{2}{\pmod {m_{2}}}}
꼴의 방정식을 다루었다. 브라마굽타(597–668)는 펠 방정식의 연구를 시작하였으며, 자이야데바(산스크리트어: जयदेव, Jayadeva, 9세기 경)가 펠 방정식의 해를 완성하였다. 자이야데바의 저서는 현존하지 않지만, 그의 업적은 바스카라 2세(산스크리트어: भास्कराचार्य, Bhāskara II, 1114–1185)의 책에 인용되어 있다.

### 페르마
피에르 드 페르마(1601–1665)는 수론에 대하여 연구하였으나 하나도 출판하지 않았고, 대부분 개인적 서신이나 책의 여백에 적은 노트에 수록되어 있다. 또한 그는 명제에 대한 증명을 거의 적지 않았다. 이로 그는 매우 소심한 성격임을 추측 할 수 있다.그의 업적으로 특수한 함수의 미분이다. 그후 뉴턴은 '거인의 어깨 위에'라는 표현을 쓰면서 페르마를 높이 평가한 것으로 알려졌다.

페르마는 초기에 완전수를 연구하기 시작하였으나, 곧 페르마는 디오판토스 방정식에 관심을 갖게 되었다. 페르마는 페르마 소정리(1640)와 페르마의 마지막 정리를 제시하였다. 페르마의 마지막 정리는 오랫동안 증명이 되지 않았으나 1995년 앤드루 와일스에 의해 증명이 되었다.

### 오일러
레온하르트 오일러는 1729년부터 수론에 관심을 갖기 사작하였다. 오일러는 페르마 소정리를 증명하였고, 또 페르마의 마지막 정리를 {\displaystyle n=3}인 경우 증명하였다. 또한 펠 방정식을 명명하였고 연구하였다. 또한, 오일러의 오각수 정리 등을 증명하는 과정에서 최초로 해석적 수론의 기법들을 도입하였다.

### 라그랑주, 르장드르, 가우스
조제프루이 라그랑주(1736–1813)는 피에르 드 페르마와 레온하르트 오일러의 일부 명제들을 엄밀히 증명하였다. 예를 들어, 라그랑주 네 제곱수 정리와 펠 방정식의 이론 등이 있다.  또한, 라그랑주는 일반적인 이차 형식을 연구하기 시작하였다.
아드리앵마리 르장드르(1752–1833)는 이차 상호 법칙을 최초로 발표하였다. 또한, 소수 정리를 추측하였고, 페르마의 마지막 정리를 {\displaystyle n=5}인 경우 증명하였다.
카를 프리드리히 가우스 (1777–1855)는 1798년 《산술연구》(Disquisitiones Arithmeticae)를 출판하였다. 이 책에는 이차 상호 법칙의 증명이 수록되어 있다. 또한, 《산술연구》 7장에는 1의 거듭제곱근에 대한 내용이 수록되어 있다.

### 현대 수론
19세기부터 수론이 수학의 한 독자적인 분야로 발달하기 시작하였다. 또한, 현대 수론에 등장하는 복소해석학·군론·갈루아 이론 등이 발달되면서 수론의 기법이 풍부해졌고, 해석적 수론과 대수적 수론으로의 분류가 등장하였다.
해석적 수론은 통상적으로 페터 구스타프 르죈 디리클레가 1837년 L-함수를 도입하면서 시작되었다고 본다. 베른하르트 리만은 1859년 리만 제타 함수를 정의하였고, 소수와의 관계를 증명하였다.
리만의 업적은 셀수없이 많다
대수적 수론은 리하르트 데데킨트가 1863년 출판하였고  1879·1894년 개정한 《수론 강의》(독일어: Vorlesungen über Zahlentheorie)로부터 시작되었다. 이 책의 개정판에서 데데킨트는 아이디얼의 개념을 (대수적 수체의 경우에 대하여) 정의하였다. 다비트 힐베르트는 1897년 《수론 보고서》(독일어: Zahlbericht)에서 대수적 수론의 초반을 닦았다. 힐베르트는 또한 유체론의 시초가 되는 가설들을 제기하였다. 1924년 에밀 아르틴은 아르틴 상호 법칙을 증명하였다. 1955년에는 모듈러성 정리가 최초로 발표되었고, 이는 1967년에 로버트 랭글랜즈가 발표한 랭글랜즈 프로그램의 일부로 일반화되었다. 모듈러성 정리는 앤드루 와일스의 기법들을 토대로 2001년 증명되었다.

## 분류

### 초등 정수론
보통 복소해석학을 사용하지 않는 정수론을 초등 정수론(영어: elementary number theory)이라고 한다.

### 해석적 수론
해석적 수론(영어: analytic number theory)은 복소해석학을 기반으로 하고, 엄격한 항등식 대신 크기나 밀도의 어림잡음을 다루는 분야이다. 승법 수론(영어: multiplicative number theory)이 여기에 포함된다.
해석적 수론에서 다루는 문제로는 다음과 같은 것들이 있다.
- 골드바흐의 추측
- 쌍둥이 소수 추측
- 웨어링의 문제
- 리만 가설

이들을 다루기 위하여, 하디-리틀우드 원 방법(영어: Hardy–Littlewood circle method), 체(영어: sieve) 이론, L-함수, 모듈러 형식, 보형 형식 등의 도구를 사용한다.

### 대수적 수론
대수적 수론은 대수적 수체를 연구한다. 여기에는 주로 추상대수학의 기법이 사용된다.
잉여류, 아이디얼 등 대수학적 구조에 응용된 수론 부분과 유수 등의 정수 확대체의 성질 부분, 오일러 피 함수, 뫼비우스 함수, 르장드르 함수 등과 같은 잉여류의 성질에 대한 수론 함수들 등 대부분의 수론 영역이 여기에 속한다.
세부 분야로, 체의 확대를 군론을 사용하여 연구하는 갈루아 이론과, 아벨 확대를 연구하는 유체론이 있다. 또한, 수론과 보형 형식을 연관짓는 랭글랜즈 프로그램(Langlands program)과, 수체들의 무한한 열을 연구하는 이와사와 이론(Iwasawa theory)도 여기에 속한다.

### 디오판토스 기하학
디오판토스 기하학(영어: Diophantine geometry) 또는 산술기하학(영어: arithmetic geometry)은 디오판토스 방정식을 연구한다. 이들 방정식들은 대수기하학에서 파생된 스킴의 언어를 사용하여 기하학적인 대상으로 간주될 수 있다.

### 계산 수론
계산 수론(영어: computational number theory)는 수론에서 등장하는 각종 값들을 계산하는 알고리즘을 연구하는 분야이다. 소인수 분해나 유한체에 대한 알고리즘의 연구가 대표적인 예이다.

## 같이 보기
- 기하학
- 대수학
- 해석학
- 유한체
- p진수

## 참고 문헌
- 단치히, 토비아스 (2007). 《과학의 언어 수: 원시 셈법에서 최신 정수론까지 수의 황홀한 역사》. 심재관 역. 지식의 숲. ISBN 9788991762442.
- 윤영진 (2011). 《정수론》. 교우사. ISBN 978-8981728656.
- 김응태; 박승안 (2012). 《정수론》 8판. 경문사. ISBN 978-89-6105-595-6. 2013년 12월 30일에 원본 문서에서 보존된 문서. 2013년 12월 30일에 확인함.
- 최은미 (2013). 《정수론》. 북스힐. ISBN 978-8955266580.